# Stephanie Roorda
Stephanie Roorda (Calgary, 3 december 1986) is een Canadees wielrenner. In 2011 won zij goud in de ploegenachtervolging bij de Pan-Amerikaanse Spelen in Guadalajara, Mexico, en in 2012 eveneens bij de Pan-Amerikaanse kampioenschappen in Mar del Plata, Argentinië.
Ze behaalde de tweede plaats bij de ploegenachtervolging in de Wereldkampioenschappen baanwielrennen 2014, en de derde plaats bij de ploegenachtervolging in de Wereldkampioenschappen baanwielrennen 2015.
In augustus 2015 deed ze mee aan de Profronde van Tiel, waar ze bij de vrouwen de eerste plaats behaalde.